# ماريا كون (لاعبة كرة قدم)
ماريا كون (بالسويدية: Maria Kun)‏ هي لاعبة كرة قدم سويدية، ولدت في 17 أبريل 1973 في إسكيلستونا في السويد. شاركت مع منتخب السويد لكرة القدم للسيدات.

## وصلات خارجية
- ماريا كون على موقع الاتحاد الدولي (مؤرشف)  (الإنجليزية)
- ماريا كون على موقع قاعدة بيانات كرة القدم.إي يو (الإنجليزية)
- ماريا كون على موقع أوليمبيديا (الإنجليزية)
- ماريا كون على موقع اللجنة الأولمبية السويدية (السويدية)